# Detroit Evolution
Detroit Evolution je americký hraný film z roku 2020, který režírovala Michelle Iannantuono podle vlastního scénáře. Snímek měl premiéru 11. dubna 2020.

## Děj
Robot Nines pracuje spolu s Gavinem jako detektiv v Detroitu. Společně vyšetřují likvidaci několika humanoidů a krádeže jejich součástek. Vyšetřování je zavede až do ubytovny robotů, kterou vede Ada. Ta se začne zajímat o Ninese. Nines se však i přes osobní spory snaží přiblížit Gavinovi.

## Obsazení
| Maximilian Koger     | Nines        |
| Christopher Trindade | Gavin Reed   |
| Michael Smallwood    | Chris Miller |
| Carla Kim            | Tina Chen    |
| Jillian Geurts       | Ada          |